# Kanał Wdy
Kanał Wdy – budowla hydrotechniczna w województwie pomorskim, zasilana wodą z jeziora Wdzydze. 

## Historia
Budowa kanału Wdy ruszyła w 1841 roku i rozpoczęła od prac melioracyjnych w Czarnej Wodzie. W 1842 rozpoczęto kopanie 5 km odcinka koryta kanału, łączącego Borsk z łąkami przy trasie Chojnice–Tczew. Według niektórych źródeł, przy realizacji pracowało nawet 2000 okolicznych mieszkańców. Prace ukończono w 1843 roku, gdy podczas ceremonii otwarcia do kanału wpuszczono wodę.

### Okoliczności powstania
Budowa kanału Wdy była elementem powstania Łąk Czerskich, rozległego kompleksu łąk mających zaspokoić zapotrzebowanie na paszę dla koni wojska pruskiego, stacjonującego w tym regionie. Kanał Wdy umożliwił powstanie 506 ha łąk w tym celu.
Wśród alternatywnych genez powstania wymienia się również gest wdzięczności Fryderyka Wilhelma III. Miał on w ten sposób odwdzięczyć się okolicznym mieszkańcom, którzy pomogli mu się schronić w lasach po przegranej bitwie z Napoleonem Bonaparte. Inwestycja miała poprawić warunki życia tego bardzo biednego wówczas regionu.

### Koszty budowy
Budowę poprzedziły wykupy 9 okolicznych młynów za kwotę 406 500 marek, a całkowity koszt inwestycji wyniósł 1 200 000 marek.
Z dzisiejszej perspektywy, do kosztów możemy również doliczyć koszty środowiskowe, albowiem cały projekt polegał również na wykarczowaniu lasów Puszczy Pomorskiej na obszarach: Uroży, Leśnej Huty, Cegielni, Kociej Góry i Kamionnej (obecnie prawdopodobnie Kamiennej Karczmy).

## Turystyka
W ostatnich latach region ten zyskuje popularność wśród kajakarzy. Na trasie z Borska do Wojtala w szczycie sezonu przepływa nawet 500 kajaków dziennie.  
W celu odciążenia tego odcinka rzeki zagospodarowano alternatywny szlak biegnący kanałem Wdy. Trasa liczy 18 km, zaczyna się w Borsku, a kończy przy Cegielni (przecina się w tym miejscu ze Strugą Studziennicką - również dopływem Wdy). Spokojny nurt pozwala na pływanie w obu kierunkach.